# Distretto di Kawambwa
Il distretto di Kawambwa è un distretto dello Zambia, parte della Provincia di Luapula.
Il distretto comprende 22 ward:
- Chibote
- Chimpili
- Chipita
- Fisaka
- Ilombe
- Iyanga
- Kabanse
- Kakose
- Kayo
- Kawambwa
- Luena
- Lufubu
- Luongo
- Mbereshi
- Mulele
- Mulunda
- Mununshi
- Mwansabombwe
- Ng'ona
- Ntumbachushi
- Pambashe
- Senga